# Rayleighovo sipanje
Rayleighovo sípanje [réjlijevo ~] je (prevladujoče) prožno sipanje svetlobe ali drugega elektromagnetnega valovanja, pri čemer se fotoni sevanja odbijajo od delcev, tj. atomov in molekul, in z njimi trkajo brez izmenjave energije. Delci so pri tem veliko manjši v primerjavi z valovno dolžino svetlobe. Navadno je prisotno v plinih, lahko pa se pojavi tudi v kapljevinah in prozornih trdninah. Je funkcija električne polarizabilnosti delcev. Nihajoče električno polje svetlobnega vala deluje na naboje znotraj delca, kar povzroča, da se gibljejo z enako frekvenco. Delec tako postane majhni sevajoči dipol, katerega sevanje se vidi kot sipana svetloba. Sorodno sipanje svetlobe je Tyndallov pojav. Rayleighovo sipanje ne spreminja stanja snovi in je zato parametrični proces. 
Rayleighovo sipanje sončne svetlobe v relativno čistem ozračju je glavni vzrok za modro barvo dnevnega neba in za rumeni ton barve samega Sonca.
Poimenovano je po angleškem fiziku Johnu Rayleighu.
Rayleighovo sipanje molekularnega dušika v ozračju vsebuje prožno sipanje kakor tudi neprožni prispevek iz vrtečega se Ramanovega sipanja v zraku, saj so spremembe v valovnem številu sipanega fotona po navadi manjše od 50 cm−1. To lahko vodi do sprememb vrtilnega stanja molekul. Neprožni prispevek ima tudi enako odvisnost od valovne dolžine kot prožni del.

## Aproksimacija velikosti delca in jakosti sipanja
Velikost delca, pri kateri se svetloba sipa, se lahko izrazi z razmerjem x preko značilne dolžine r in valovne dolžine λ:
{\displaystyle x={\frac {2\pi r}{\lambda }}\!\,.}
Rayleighovo sipanje se lahko definira pri zelo majhnem razmerju x, tj. {\displaystyle x<<1}. Sipanje pri večjih okroglih delcih pojasnjuje Miejeva teorija.
Količina sipanja žarka svetlobe je odvisna od velikosti delca in valovne dolžine svetlobe. Točneje povedano je jakost sipane svetlobe premo sorazmerna s šesto potenco velikosti delca in obratno sorazmerna s četrto potenco valovne dolžine. Jakost sipane svetlobe I z določeno valovno dolžino λ nepolarizirane svetlobe se lahko tako zapiše z naslednjo enačbo:
{\displaystyle I=I_{0}{\frac {1+\cos ^{2}\theta }{2R^{2}}}\left({\frac {2\pi }{\lambda }}\right)^{4}\left({\frac {n^{2}-1}{n^{2}+2}}\right)^{2}\left({\frac {d}{2}}\right)^{6},}
kjer je:
- {\displaystyle R\!\,} – oddaljenost vira svetlobe (tj. zvezde) od delca,
- {\displaystyle \theta \!\,} – kot sipanja,
- {\displaystyle n\!\,} – lomni količnik,
- {\displaystyle d\!\,} – premer delca.

## Rayleighovo sipanje in molekule
Rayleighovo sipanje nastopi tudi pri interakciji fotonov z molekulami. Posamezna molekula nima jasno definiranega lomnega količnika in premera, zato je glavni parameter molekul njihova polarizabilnost α, ki opisuje do kolikšne mere se sicer nepolarna molekula polarizira v zunanjem električnem polju. V danem primeru se lahko jakost sipanja zapiše kot:
{\displaystyle I=I_{0}{\frac {8\pi ^{4}\alpha ^{2}}{\lambda ^{4}R^{2}}}(1+\cos ^{2}\theta )\!\,.}
Količino sipanja na posameznem delcu se lahko izrazi tudi z absorpcijskim presekom σ. Pri dušiku (N2) npr. znaša σ 5,1×1031 m2 pri valovni dolžini 532 nm (zelena svetloba). To pomeni, da bo pri zračnem tlaku razpršen 10-5 del svetlobe pri vsakem metru potovanja.
Močna odvisnost sipanja od valovne dolžine (~λ−4) v ozračju pomeni, da se bo modra svetloba veliko bolj razpšila kot pa rdeča svetloba. Rayleighovos sipanje je tudi dobri približek sipanja svetlobe v drugih medijih (kot je voda), kjer imajo delci majhno razmerje x.

## Barva dnevnega neba

### Osnovni vzrok
Sončeva svetloba se v ozračju sipa zaradi molekul (še posebej zaradi N2 in O2) in drugih majhnih delcev. Kot že omenjeno je jakost sipanja obratno sorazmerna od četrte potence valovne dolžine, zato se svetloba s krajšo valovno dolžino (kot je modra svetloba) bolj razprši kot pa svetloba z daljšo valovno dolžino (kot je rdeča svetloba), kar daje dnevnemu nebu modro barvo; vijolična svetloba se absorbira v višjih plasteh ozračja. Pri gledanju v smeri Sonca pride v ospredje svetloba, ki ni bila razpršena, kot je rdeča in rumena svetloba. To daje Soncu rumeni odtenek, čeprav je v manjši meri za slednje odgovorna tudi fluorescenca flavinov v roženici. Ti namreč fluorescirajo pod ultravijolično (UV) svetlobo z valovno dolžino blizu vidne svetlobe, kar se opazi kot rumenkasto meglico.
Rdeča barva ob sončnem vzhodu in zahodu se pojavi zato, ker je Sonce blizu obzorja (horizontu), kar pomeni, da je pot, ki jo žarki prepotujejo, večja. S tem je večja tudi prostornina zraka, v kateri se svetloba razprši, zaradi česar se modra in zelena svetloba praktično filtrirata, v ospredje pa tako stopi rumeno-rdeča svetloba. V primeru onesnaženega zraka je rdeča barva še bolj izrazita, ob morju pa je oranžna zaradi delcev soli.

### Partikli in drugi vzroki
Rayleighovo sipanje nastane v glavnem zaradi interakcije fotonov z atomi in molekulami v zraku, lahko pa se pojavi npr. zaradi sulfatnih delcev v obliki aerosola. Velike koncentracije le-teh nastanejo največkrat ob t. i. plinijskih eksplozijah, tj. zelo močnih izbruhov ognjenikov, zaradi česar postane modro nebo svetlejše. Drugi znani primer tega so gorata območja z bogato vegetacijo, kjer pogosto nastane modrikasta meglica zaradi aerosolnih terpenov, ki jih izločajo rastline in reagirajo z ozonom ter tvorijo delce s premerom približno 200 nm. Po drugi strani pa se lahko zaradi gozdnega požara ali izbruha vulkana tvorijo fini delci s premerom od 500-800 nm, ki pa razpršijo rdečo svetlobo. Luna ima proti poznemu večeru zato moder sij, kar je relativno redek pojav.
Sipanje lahko nastane tudi zaradi mikroskopskih nihanj v gostoti zraka, kar je posledica naključnega gibanja molekul zraka; pri območjih z večjo ali manjšo gostoto zraka kot okolica se lomni količnik v manjši meri razlikuje od tistega v okolici, zaradi česar lahko tovrstna nihanja delujejo kot kratkoživi delci, ki razpršijo svetlobo.
Pri območjih z majhno svetlobno onesnaženostjo je nočno nebo ob luninem siju tudi modro, saj Luna praktično odseva sončno svetlobo na Zemljo. Kljub temu človeško oko ne zazna same barve, saj je oko prilagojeno na gledanje v temi, tj. v mrežnici so izpostavljene paličnice, ki zaznavajo samo svetlost in ne barv.

## Rayleighovo sipanje pri živalih
Ob kombinaciji odboja svetlobe od iridofor in sipanja svetlobe zaradi biokromov, ki se nahajajo v povrhnje ležečih kromatoforah, lahko nekatere živali, kot so plazilci in dvoživke, ustvarijo zeleno ali svetlo modro barvo kože.

## V optičnih vlaknih
Rayleighovo sipanje je pomembna komponenta sipanja optičnih signalov v optičnih vlaknih. Kremenova vlakna so stekla, neurejene snovi z mikroskopskimi spremembami gostote in lomnega količnika. Te povzročajo porast energijskih izgub zaradi sipane svetlobe z naslednjim koeficientom:
{\displaystyle \alpha _{\rm {s}}={\frac {8\pi ^{3}}{3\lambda ^{4}}}n^{8}p^{2}k_{\rm {B}}T_{\rm {f}}\chi _{\rm {T}}\!\,,}
kjer je:
- {\displaystyle n\!\,} – lomni količnik,
- {\displaystyle p\!\,} – fotoelastični koeficient stekla,
- {\displaystyle k_{\rm {B}}\!\,} – Boltzmannova konstanta,
- {\displaystyle \chi _{\rm {T}}\!\,} – izotermna stisljivost,
- {\displaystyle T_{\rm {f}}\!\,} – navidezna temperatura, ki predstavlja temperaturo pri kateri so fluktuacije gostote »zamrznjene« v snovi.

## V porozni snovi
Vrsta Rayleighovega sipanja λ−4 se lahko pojavi tudi v porozni snovi. Zgled je močno optično sipanje nanoporoznih snovi. Močni kontrast v lomnem količniku med porami in trdnimi deli sintranega aluminijevega oksida povzroča zelo močno sipanje, kjer svetloba popolnoma spremeni smer v povprečju vsakih 5 mikrometrov. Vrsto sipanja λ−4 povzroča nanoporozna struktura (porazdelitev ozkih por z velikostjo približno ~70 nm), ki se jo dobi s sintranjem monodisperzivnih praškov aluminijevega oksida.